# Single Drunk Female
Single Drunk Female ist eine US-amerikanische Dramedy-Serie, die von 20th Television für die Walt Disney Company umgesetzt wurde. Die Premiere der Serie fand am 20. Januar 2022 auf dem US-Kabelsender Freeform statt. Im deutschsprachigen Raum erfolgte die Erstveröffentlichung der Serie am 6. April 2022 durch Disney+ via Star als Original.
Die Serie wurde nach zwei Staffeln eingestellt.

## Handlung
Nach einem furchtbar peinlichen Zusammenbruch in der Öffentlichkeit besteht für die Alkoholikerin Samantha Fink nur noch eine einzige Chance der Gefängnisstrafe zu entgehen. Sie muss trocken bleiben und zurück zu ihrer herrischen Mutter Carol ziehen. Zurück im Großraum Boston versucht Samantha notgedrungen das Beste aus der Situation zu machen. Allerdings ist das leichter gesagt als getan. Samantha wird mit den Geistern ihrer Vergangenheit konfrontiert, welche sie in die Alkoholsucht getrieben haben. Und dann ist da noch ihre Mutter, die in der Jugendzeit von Samantha durch Abwesenheit geglänzt hat, und sich nun in alles einmischt und sie mit weisen Ratschlägen überhäuft. Zunächst sträubt sich alles in Samantha einen neuen Weg einzuschlagen, als jedoch ihre beste Freundin Brit aus Kindertagen überraschende Neuigkeiten enthüllt, muss sich Samantha eingestehen, dass ihr Party-Leben nicht so weitergehen kann.

## Besetzung und Synchronisation
Die deutschsprachige Synchronisation entstand nach den Dialogbüchern sowie unter der Dialogregie von Marie-Luise Schramm durch die Synchronfirma Iyuno-SDI Group Germany in Berlin.

### Hauptdarsteller
| Rolle               | Schauspieler        | Synchronsprecher |
| ------------------- | ------------------- | ---------------- |
| Samantha „Sam“ Fink | Sofia Black-D’Elia  | Yvonne Greitzke  |
| Olivia Elliot       | Rebecca Henderson   | Debora Weigert   |
| Brit Monclair       | Sasha Compère       | Alice Bauer      |
| Felicia O’Brien     | Lily Mae Harrington | Friederike Walke |
| James Chambers      | Garrick Bernard     | Ricardo Richter  |
| Carol Fink          | Ally Sheedy         | Heide Domanowski |

### Nebendarsteller
| Rolle               | Schauspieler    | Synchronsprecher                                 |
| ------------------- | --------------- | ------------------------------------------------ |
| Nathaniel           | Jon Glaser      | Thomas Nero Wolff                                |
| Gail Williams       | Madison Shepard | Cornelia Waibel                                  |
| Melinda „Mindy“ Moy | Jojo Brown      | Flavia Vinzens                                   |
| Bob                 | Ian Gomez       | Stefan Krause                                    |
| Joel                | Charlie Hall    | Henning Nöhren                                   |
| Stephanie           | Madeline Wise   | Ronja Peters                                     |
| Ronnie              | Tom Simmons     | Dirc Simpson (Folge 3) Dirk Bublies (Folge 8–10) |

### Gastdarsteller
| Rolle          | Schauspieler           | Synchronsprecher    |
| -------------- | ---------------------- | ------------------- |
| Tommy          | Debo Balogun           | Lucas Wecker        |
| Sidney         | Martin Davis           | Marko Bräutigam     |
| Shontelle      | Ebiere Sofiyea         | Marie-Luise Schramm |
| Doris          | Cocoa Brown            | Harriet Kracht      |
| Noreen         | Cynthia Bailey         | Maria Jany          |
| Fatima         | Mia Matthews           | Andrea Cleven       |
| Zack           | Terrence Pulliam       | Joshua Waga         |
| Scottie Pippen | Scottie Pippen         | Vincent Fallow      |
| Kate           | Tami Sagher            | Sabine Arnhold      |
| Angeline       | Whitney White          | Kaya Marie Möller   |
| Danielle       | Cara Reid              | Magdalena Höfner    |
| Henry          | Christian Blaque Meier | Oliver Bender       |
| Blake          | Topher Hall            | Jeffrey Wipprecht   |
| Tina           | Aisha Duran            | Anja Rybiczka       |
| Brian          | David Carzell          | Amadeus Strobl      |
| Chloe          | Jade Fernandez         | Angelina Geisler    |
| Rich           | Omer Mughal            | Vincent Fallow      |
| Cally          | Greyson Chadwick       | Wicki Kalaitzi      |
| Trip           | Derek Evans            | Jeffrey Wipprecht   |
| Lucas          | Yassir Lester          | Julian Tennstedt    |
| Annalisa       | Shondrella Avery       | Christin Marquitan  |
| George         | Carl Anthony Payne II  | Christoph Banken    |
| Val            | Mo Gaffney             | Judith Steinhäuser  |
| David Fink     | Mitchell Hurwitz       | Thomas Schmuckert   |
| Peter          | Ben Thompson           | Peter Lontzek       |

## Episodenliste

### Staffel 1
| Nr. (ges.) | Nr. (St.) | Deutscher Titel         | Originaltitel             | Erstausstrahlung (USA) | Deutschsprachige Erstveröffentlichung (D/A/CH) | Regie                         | Drehbuch       |
| --- | --------- | ----------------------- | ------------------------- | ---------------------- | ---------------------------------------------- | ----------------------------- | -------------- |
| 1 | 1         | Tag X                   | Pilot                     | 20. Jan. 2022          | 6. Apr. 2022                                   | Leslye Headland               | Simone Finch   |
| Nach einer bestürzenden Szene in einem New Yorker Medienunternehmen muss die junge Alkoholikerin Sam wieder bei ihrer anmaßenden Mutter Carol einziehen. Nun ist Sam wieder all den Auslösern ausgesetzt, die sie zum Trinken gebracht haben. Und das, obwohl sie eigentlich ihre schlechten Seiten hinter sich zu lassen versucht und eine bessere Version von sich werden will, irgendwie.             |           |                         |                           |                        |                                                |                               |                |
| 2 | 2         | Schritt für Schritt     | One Day at a Time         | 20. Jan. 2022          | 6. Apr. 2022                                   | Phil Traill                   | Simone Finch   |
| Ein unangenehmes Zusammentreffen mit ihrer ehemals besten Freundin und ihrem Ex bringt Sam dazu, sich ihre vergangenen Fehler einzugestehen, sowohl in emotionaler als auch in finanzieller Hinsicht. Während Sam an der Beziehung zu ihrer Mutter arbeitet, erfährt sie mit Schrecken, dass Carol mit einem Mann ausgeht.                                                                               |           |                         |                           |                        |                                                |                               |                |
| 3 | 3         | Entschuldigung, aber... | I’m Sorry, But…           | 27. Jan. 2022          | 6. Apr. 2022                                   | Katrelle N. Kindred           | Jessica Watson |
| Sam will Brit auf ihrer Geburtstagsparty wieder für sich gewinnen. Jedoch war Sam gar nicht eingeladen, und noch dazu schafft sie es Felicia zu vernachlässigen. Als Sams Bewährungshelferin vorbeikommt, muss sich Carol überwinden, ihren Freunden die Wahrheit über Sam zu erzählen. |           |                         |                           |                        |                                                |                               |                |
| 4 | 4         | Auf die Probe gestellt  | Shamrocks and Shenanigans | 3. Feb. 2022           | 6. Apr. 2022                                   | Travon Free                   | Chloe Keenan   |
| Sam steht vor ihrer bisher größten Herausforderung: St. Patrick’s Day in Boston zu verbringen ohne sich dem Alkohol hinzugeben. Von Brit erhält sie die unerwartete Gelegenheit ihre Freundschaft wieder aufleben zu lassen. James tut sich mit Mindy zusammen, um seine verlorenen Schlüssel aufzuspüren, während er der Versuchung widerstehen muss, sich von den Feierlichkeiten mitreißen zu lassen. |           |                         |                           |                        |                                                |                               |                |
| 5 | 5         | Die Suche               | Sober for the D and V     | 10. Feb. 2022          | 6. Apr. 2022                                   | John Riggi                    | Lauren Bans    |
| Felicia hat große Pläne für Sams Liebesleben und gibt ihr eine Starthilfe. Jedoch wird Sams erstes nüchternes Techtelmechtel zur Farce. Unterdessen weckt Carol „versehentlich“ Zweifel in Brit in Bezug auf Joel, um die beiden auseinanderzubringen. |           |                         |                           |                        |                                                |                               |                |
| 6 | 6         | Die Reise               | Look Me Up Sometime       | 17. Feb. 2022          | 6. Apr. 2022                                   | Kimmy Gatewood                | Aminatou Sow   |
| Sam kann einen Gewinn für sich verbuchen, als sie mit Hilfe eines ungleichen Verbündeten zu einem Vorstellungsgespräch in New York eingeladen wird. Sie merkt jedoch schnell wie beängstigend es ist, nüchtern zu schreiben. Carol ist beunruhigt und versucht ihrer Tochter zu helfen, weshalb sie sich Olivia vorstellt und damit eine Grenze überschreitet.                                           |           |                         |                           |                        |                                                |                               |                |
| 7 | 7         | New York                | New York                  | 24. Feb. 2022          | 6. Apr. 2022                                   | Keith Powell                  | Daisy Gardner  |
| Sam und James reisen nach New York. Dort angekommen wird Sam mit den Erinnerungen an ihre Zeit vor der Nüchternheit konfrontiert und sie fragt sich, ob sie es riskieren kann, wieder ganz die alte Sam zu sein. Olivia und Stephanie gehen einen bedeutenden Schritt auf dem Weg in Richtung künstliche Befruchtung (IVF).                                                                              |           |                         |                           |                        |                                                |                               |                |
| 8 | 8         | James                   | James                     | 3. März 2022           | 6. Apr. 2022                                   | Leslye Headland & Adam Silver | Jenni Konner   |
| In dieser besonderen Episode blicken wir zurück in die Vergangenheit. Ein ziemlich alkoholisierter James trifft an Thanksgiving auf die ebenso betrunkene „Katrina“ (Sam) in einer Bar. Nachdem sie rausgeworfen werden, ziehen sie los, um ihre ganz eigene Fete zu feiern. Seine Zeit mit Sam gibt James den Ansporn, etwas zu verändern.                                                              |           |                         |                           |                        |                                                |                               |                |
| 9 | 9         | Durchblick              | Higher Parent             | 10. März 2022          | 6. Apr. 2022                                   | Travon Free                   | Simone Finch   |
| Nachdem sie einen Meilenstein gebürtig gefeiert hat, beschließt Sam, dass es an der Zeit ist, sich mit Carol zu versöhnen. Als sie sich mit Joel streitet, hinterfragt Brit ihre Zukunftspläne und wendet sich an eine unerwartete Verbündete: Felicia. Währenddessen verbirgt James ein schlimmes Geheimnis.                                                                                            |           |                         |                           |                        |                                                |                               |                |
| 10 | 10        | Die Hochzeit            | A Wedding                 | 17. März 2022          | 6. Apr. 2022                                   | Mary Wigmore                  | Jay Dyer       |
| Als Brit an ihrem Hochzeitstag kalte Füße bekommt, trifft sie eine unerwartete Entscheidung. Die Beziehung von Carol und Bob erreicht eine neue Ebene. Sam erfährt die Wahrheit über James und ist zutiefst erschüttert. Was wird ihre Zukunft nun für sie bereithalten? |           |                         |                           |                        |                                                |                               |                |

### Staffel 2
| Nr. (ges.) | Nr. (St.) | Deutscher Titel          | Originaltitel           | Erstausstrahlung (USA)          | Deutschsprachige Erstveröffentlichung (D/A/CH) | Regie                            | Drehbuch                               |
| ---------- | --------- | ------------------------ | ----------------------- | ------------------------------- | ---------------------------------------------- | -------------------------------- | -------------------------------------- |
| 11         | 1         | Beförderung              | Promotion               | 12. Apr. 2023 A                 | 28. Juni 2023                                  | Phil Traill                      | Lauren Bans                            |
| 12         | 2         | Gib mir die Gelassenheit | Grant Me the Serenity…  | 12. Apr. 2023 A                 | 28. Juni 2023                                  | Heather Jack                     | Jessica Watson                         |
| 13         | 3         | Normie                   | Normie                  | 13. Apr. 2023 B⁠ 19. Apr. 2023 C | 28. Juni 2023                                  | Phil Traill                      | Chloe Keenan                           |
| 14         | 4         | Der vierte Schritt       | 4th Step                | 13. Apr. 2023 B 19. Apr. 2023 C | 28. Juni 2023                                  | Mary Wigmore                     | Simone Finch                           |
| 15         | 5         | Beziehungen definieren   | Defining Relationships  | 13. Apr. 2023 B 26. Apr. 2023 C | 28. Juni 2023                                  | Ahmed Ibrahim                    | Ama Quao                               |
| 16         | 6         | Professionell bleiben    | Keeping it Professional | 13. Apr. 2023 B 26. Apr. 2023 C | 28. Juni 2023                                  | Travon Free & Martin Desmond Roe | Mithra B. Alavi & Heather Gromley      |
| 17         | 7         | Shiva                    | Shiva                   | 13. Apr. 2023 B 3. Mai 2023 C   | 28. Juni 2023                                  | John Riggi                       | John Riggi                             |
| 18         | 8         | Darby                    | Darby                   | 13. Apr. 2023 B 3. Mai 2023 C   | 28. Juni 2023                                  | Tyne Rafaeli                     | Daisy Gardner                          |
| 19         | 9         | Farbe bekennen           | Coming Clean            | 13. Apr. 2023 B 10. Mai 2023 C  | 28. Juni 2023                                  | Daisy Gardner                    | Jessica Larson & Ekaterina Vladimirova |
| 20         | 10        | Eine Gruppe von Säufern  | Group of Drunks         | 13. Apr. 2023 B 10. Mai 2023 C  | 28. Juni 2023                                  | John Riggi                       | Richard Brandon Manus                  |